# Movszesz Horenaci

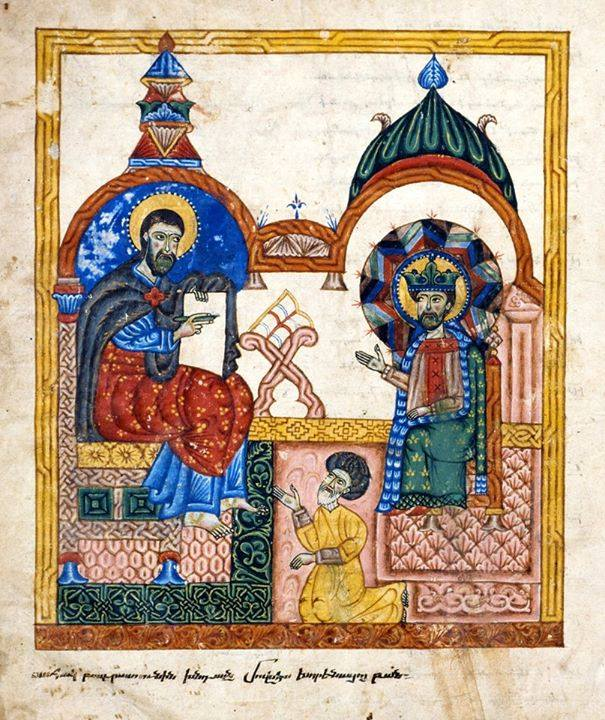
Movszesz Horenaci (balra) egy 14. századi kódexben

Movszesz Horenaci (örményül: Մովսէս Խորենացի, tudományos transzliterációban Movsēs Xorenac‘i, egyéb változatai: Movses Chorenazi, Movses Khorenatsi, Movses Khorenats‘i; Kr.u. V. század) késő ókori örmény történetíró volt. Örményországban a legfontosabb történetírók között tartják számon, és az örmény történetírás megalapítójának tekintik. Testvére Mambre Horenaci.

## Élete
Saját elmondása szerint Movszesz Szent Meszrop tanítványa volt, és mestere művének lejegyzésével foglalkozott a Bagratida herceg Izsák (Sahak) kérésére, aki 482-ben csatában elesett.
Néhány kutató úgy tartja, hogy a hagyománnyal ellentétben nem Movszesz a híres és jelentős mű Örményország története szerzője. Ennek ellenére senki sem kételkedik abban, hogy Movszesz Horenaci valóban létező személy és az örmény egyház fontos alakja volt. Pharp Lazarus alapján igazolt, hogy az V. században tevékenykedett egy örmény püspök, aki különleges tehetségű író is volt.
Movszesz Horenaci költőként, nyelvészként is ismert volt. Szó esik egy Horenből származó (örmény) hazafiról, akit Meszrop, az örmény irodalom alapítója Edesszába, Bizáncba, Alexandriába, Athénba és Rómába küldött tanulni és művelődni. Hazatérése után ő pedig segített Meszropnak a biblia örményre fordításában. Születésnapja ismeretlen, de a fentebb leírtak alapján arra lehet következtetni, hogy a IV. század vége felé látta meg a napvilágot, halálát ennek megfelelően az V. század utolsó negyedére szokás tenni.

## Magyarul
- Chorenei Mózes: Nagy-Örményország története; ford., jegyz. Szongott Kristóf; Auróra Ny., Szamosújvár 1892 (hasonmásban: 2005)
- Movszesz Chorenaci: Nagy-Örményország története; ford. Avanesian Alex; Arménia Népe Kulturális Egyesület, Bp., 2000